# Ковалівська волость (Зіньківський повіт)
Ковалівська волость — історична адміністративно-територіальна одиниця Зіньківського повіту Полтавської губернії з центром у містечку Ковалівка.
Станом на 1885 рік складалася з 55 поселень, 5 сільських громад. Населення — 7051 особа (3474 чоловічої статі та 3577 — жіночої), 1165 дворових господарств.
|                     | Площа, десятин | У тому числі орної, дес. |
| ------------------- | -------------- | ------------------------ |
| Сільських громад    | 8152           | 5892                     |
| Приватної власності | 7268           | 5663                     |
| Іншої власності     | 109            | 108                      |
| Загалом             | 15529          | 11663                    |

Основні поселення волості:
- Ковалівка — колишнє державне та власницьке містечко при річках Стеха та Грунь за 28 верст від повітового міста, 2100 осіб, 470 дворових господарств, 2 православні церкви, школа, поштова станція, 3 постоялих будинки, лавка, 14 вітряних млинів, 2 маслобійних заводи, базари по вівторках і суботах, 4 ярмарки на рік. За 6 і 10 верст — селітровий завод.
- Загрунівка  — колишнє державне село при річці Грунь, 1300 осіб, 143 дворових господарства, православна церква, 2 постоялих будинки, лавка, 14 вітряних млинів.
- Романівка — колишнє державне село при річці Грунь, 600 осіб, 140 дворових господарств, православна церква, постоялий будинок, водяний і 6 вітряних млинів.

Старшинами волості були:
- 1900 року Юшко[2];
- 1903-1904 роках Вертелецький[3],[4];
- 1906-1907 роках Воскобойник[5],[6];
- 1913 року Іван Іванович Юшко[7];
- 1914-1916 року Олександр Андрійович Зливко[8],[9],[10].